# Miranda es imposible!
Miranda es imposible! es el nombre del cuarto álbum de estudio de la banda argentina Miranda!, lanzado el 24 de agosto de 2009 bajo el sello Pelo Music. Su primer sencillo «Mentía», ya se encontraba publicado junto con el videoclip en junio de 2009. El álbum fue lanzado en formato CD y en vinilo. El álbum recibió el Premio Gardel a "Mejor álbum grupo pop" en el 2010.
Posteriormente fue lanzado Miranda Directo!, un CD+DVD con la presentación del disco en vivo desde el Gran Rex. Para dicha presentación, se sumaron como músicos invitados, Gabriel Lucena en guitarra eléctrica y Dani Ávila en batería.

## Lista de canciones
Todas las canciones del disco fueron compuestas por Alejandro Sergi, exceptuando lo indicado.
| Miranda Es Imposible! |                         |                            |          |  |
| N.º                   | Título                  | Escritor(es)               | Duración |  |
| 1.                    | «Mentía»                |                            | 3:35     |  |
| 2.                    | «Lo Que Siento Por Ti»  |                            | 3:12     |  |
| 3.                    | «Romance Juvenil»       |                            | 3:36     |  |
| 4.                    | «El Showcito»           |                            | 3:16     |  |
| 5.                    | «Tu Mirada»             |                            | 3:23     |  |
| 6.                    | «Tu Misterioso Alguien» |                            | 4:04     |  |
| 7.                    | «Si Pudiera Volver»     |                            | 3:10     |  |
| 8.                    | «No Lo Digas»           | Ale Sergi · Cachorro López | 3:38     |  |
| 9.                    | «Entre Mis Brazos»      |                            | 3:47     |  |
| 10.                   | «Hola Probando»         |                            | 3:16     |  |
| 35:01                 |                         |                            |          |  |

## Miembros
- Alejandro Sergi: Voz, imposiciones, programación, guitarrista y bajos.
- Juliana Gattas: Voz.
- Leandro «Lolo» Fuentes: Guitarrista.
- Nicolás «Monoto» Grimaldi: Bajo y guitarra.

## Músicos adicionales
- Yoku: Teclados en 1, 3, 5, 6, 9.
- Dani Ávila: Batería en 2, 6, 7.
- Sebastián Schon: Teclado en 1, 2, 3, Slide en 2, Guitarra acústica en 6.
- Cachorro López: Bajo en 2, Teclado en 1.
- Gabriel Lucena: Teclados en 8, 9.
- Capri: Arreglos, programación y teclados en 5.
- Demian Nava: Programación y teclados en 1, 4.
- Ezequiel Deró y Nicolás Guerieri: Teclados en 1.

## Ficha técnica
- 1, 2, 3, 4, 6, 7 grabados en Mondomix.
- Ingenieros de Grabación: Sebiastián Schon (Main) y Demian Nava.
- 8, 9 y 10 Grabados en Estudios Fantasmas por Marilina Bello.
- Compus: Snukut Audiomedia Technologies.
- 5 Grabado en Caprimusic Studios por Capri.
- Mezclado en: Mondomix por César Soghe.
- Masterizado en: Master House por José Blanco.
- Producción y Dirección Musical: Cachorro López.
- Pelo Publishing-EMI Publishing.
- Warner Chappell Music.